# 松村氏長額錘型象沫蟬
松村氏長額錘型象沫蟬（学名：Philagra kuskusuana）为尖胸沫蟬科象沫蟬屬下的一个种。